# Fujiwara no Norimichi
 (septembre 2018).
Si vous disposez d'ouvrages ou d'articles de référence ou si vous connaissez des sites web de qualité traitant du thème abordé ici, merci de compléter l'article en donnant les références utiles à sa vérifiabilité et en les liant à la section « Notes et références ».
Fujiwara no Norimichi (藤原 教通) (né le 29 juillet 996, mort le 6 novembre 1075) est un membre du clan Fujiwara (une famille noble du Japon féodal). Il est le fils de Fujiwara no Michinaga. En 1068, l'année du mariage de sa fille avec l'empereur Go-Reizei, il devint kampaku. Il perdit ce poste lorsque l'empereur Go-Sanjo qui n'était pas favorable aux Fujiwara monta sur le trône. Cette perte de pouvoir contribua au déclin du clan Fujiwara.